# Dynamic Information and Action Gateway
Das Dynamic Information and Action Gateway (DIAG) ist ein proprietäres Protokoll der SAP AG, welches für die Kommunikation zwischen SAP GUI und dem Applikationsserver eines SAP-Systems eingesetzt wird. Außerdem verwendet der SAP Internet Transaction Server dieses Protokoll, um mit dem R/3-System zu kommunizieren.
Dem proprietären Protokoll DIAG liegt intern das Remote Function Call der Firma SAP zu Grunde. Dieses ist auf die Schichten 5 und 6 des OSI-Modells einzuordnen.
Mit DIAG werden binäre Daten übertragen. Es handelt sich aber nicht um eine Verschlüsselung, sondern DIAG verwendet Verfahren zur Datenkompression. 